# Alexa Davalos

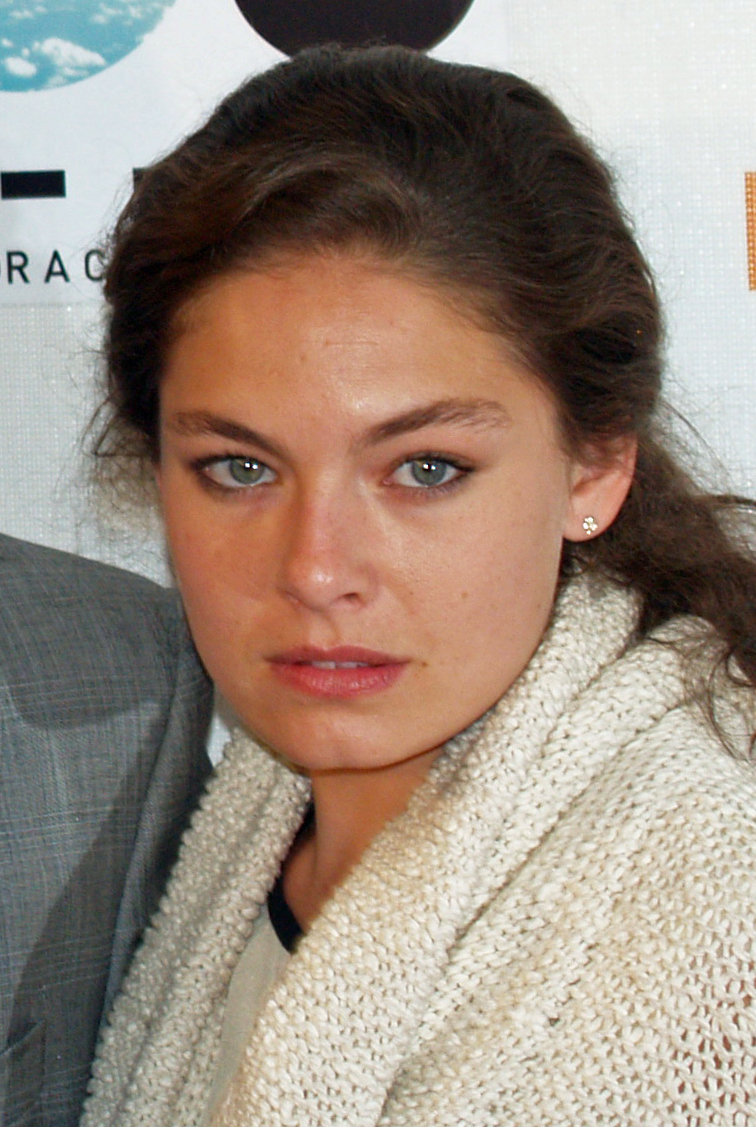
Alexa Davalos (2007)

Alexa Davalos Dunas (* 28. Mai 1982 in Paris) ist eine französisch-US-amerikanische Schauspielerin und ehemaliges Model. Sie trat in mehreren Hollywoodproduktionen, darunter Riddick: Chroniken eines Kriegers, Der Nebel und Kampf der Titanen auf. 2015 bis 2019 spielte sie in der Amazon-Prime-Serie The Man in the High Castle die Protagonistin Juliana Crain.

## Leben
Als einzige Tochter des Fotografen Jeff Dunas und der Schauspielerin Elyssa Davalos – und damit Enkelin des Schauspielers Richard Davalos – 1982 in Paris geboren, verbrachte Alexa Davalos ihre Kindheit an wechselnden Wohnorten in Frankreich, Italien und den USA. Mit siebzehn Jahren ließ sie sich in New York nieder, wo sie als Model unter anderem für Peter Lindbergh arbeitete.
Obwohl Davalos in ihrer Jugend die Schauspielerei ablehnte, erkannte die damals 19-Jährige im Jahr 2002 doch ihre Leidenschaft dafür. Sie begann ihre Karriere mit den Fernsehfilmen Untitled Secret Service Project und The Ghost of F. Scott Fitzgerald, der auf dem 27. Toronto International Film Festival gezeigt wurde, sowie Gastrollen in den Fernsehserien American Campus – Reif für die Uni? und Angel – Jäger der Finsternis.
An der Seite von Vin Diesel in Riddick: Chroniken eines Kriegers gelang ihr 2004 der Durchbruch ins Hollywoodkino. Die Fernsehserie Reunion mit Davalos in einer der Hauptrollen wurde 2006 nach nur 13 Episoden eingestellt. In Zauber der Liebe und Der Nebel war sie im Folgejahr wieder auf der Leinwand zu sehen. In Defiance – Für meine Brüder, die niemals aufgaben von Regisseur Edward Zwick spielte sie im Jahr 2008 eine polnische Jüdin zur Zeit der nationalsozialistischen Besatzung. Davalos bestätigte das Gefühl einer gewissen Verbundenheit mit ihrer Figur und der Region, da ihre Vorfahren jüdisch-litauischen Ursprungs waren. Seit 2015 war sie in einer tragenden Rolle in der Serie The Man in the High Castle zu sehen. Die Serie endete 2019 nach vier Staffeln.
Davalos spricht insbesondere durch ihre mehrsprachige Erziehung fließend Französisch, Griechisch, Englisch und Spanisch. Aus ihrer bewegten Jugend heraus entwickelte sie laut eigener Aussage eine Leidenschaft fürs Reisen. Sie besitzt sowohl die französische als auch die US-amerikanische Staatsbürgerschaft.

## Filmografie (Auswahl)

### Filme
- 2002: Untitled Secret Service Project (Fernsehfilm)
- 2002: Coastlines
- 2002: The Ghost of F. Scott Fitzgerald (Kurzfilm)
- 2003: Pancho Villa – Mexican Outlaw (And Starring Pancho Villa as Himself) (Fernsehfilm)
- 2004: Riddick: Chroniken eines Kriegers (The Chronicles of Riddick)
- 2006: Surrender Dorothy (Fernsehfilm)
- 2007: Zauber der Liebe (Feast of Love)
- 2007: Der Nebel (The Mist)
- 2008: Defiance – Für meine Brüder, die niemals aufgaben (Defiance)
- 2010: Kampf der Titanen (Clash of the Titans)

### Fernsehserien
- 2002: American Campus – Reif für die Uni? (Undeclared)
- 2002–2003: Angel – Jäger der Finsternis (Angel)
- 2005: Reunion
- 2007: Raines
- 2013: Mob City
- 2015–2019: The Man in the High Castle
- 2019: Marvel’s The Punisher
- 2021–2023: FBI: Most Wanted